# Monato

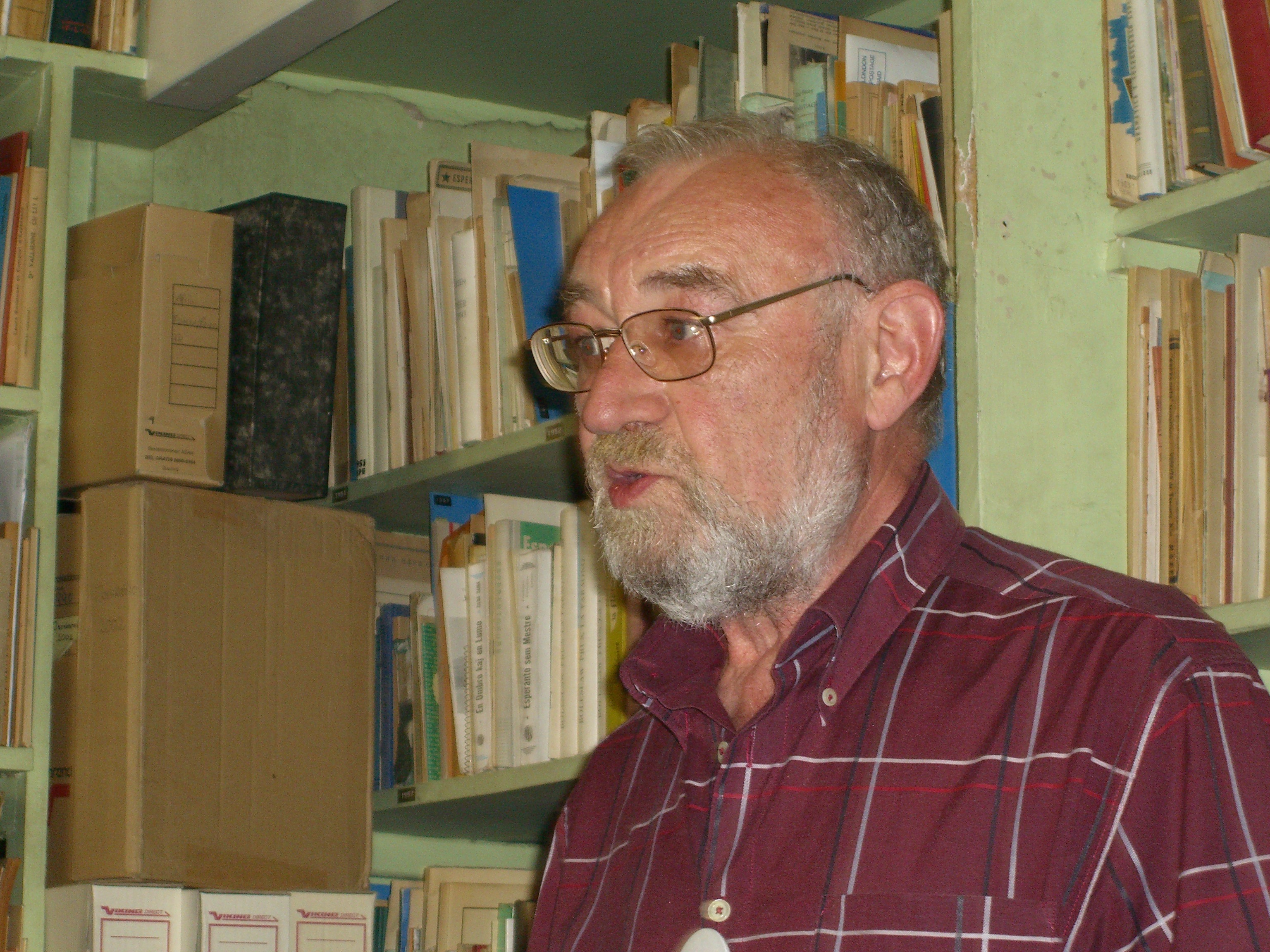
Oprichter Stefan Maul

Monato is een onafhankelijk internationaal tijdschrift over politiek, economie en cultuur. Het verschijnt maandelijks in de internationale taal Esperanto en heeft lezers in 65 landen.
Het maandblad is opgericht in 1979 door de Duitser Stefan Maul.
De buitenlandse artikels worden door autochtone medewerkers geschreven, en staan dus borg voor informatie uit eerste hand.
Monato heeft 100 constante medewerkers en correspondenten in 45 landen. Er worden alleen artikels aanvaard die origineel in het Esperanto zijn geschreven. Het maandblad wordt uitgegeven door de Vlaamse Esperantobond.
De hoofdredacteur was tot zijn plots overlijden in augustus 2016 de Britse professor in de journalistiek, Paul Gubbins en daarna de Vlaming Paul Peeraerts.